# 中國香港網球總會
中國香港網球總會（英語：Hong Kong, China Tennis Association）是一個非牟利團體，專門管轄香港網球事務的組織。中国香港網球總會是國際網球總會(ITF)和亚洲网球联合会(Asian Tennis Federation)的成員，現時轄下共有超過4,000名會員。

## 歷史及簡介
香港網球的歷史可以追溯至1909年，在中環遮打道香港木球會，一群來自各俱樂部的網球愛好者創立了本地首個網球團體 — 香港草地網球協會(Hong Kong Lawn Tennis Association，簡稱HKLTA) ，為香港網球總會的前身。
1984年，香港草地網球協會易名為香港網球總會。
2023年，香港網球總會中國易名為中国香港網球總會。
成立以來，中国香港網球總會一直推動本地網球普及化，並培育具潛質的本地球員參與各項地區性和國際性賽事，致力全面提升本港之網球運動水平。為有效達致上述目標，中国香港網球總會除舉辦本地和國際性網球比賽外，亦積極舉辦各項青少年及精英發展計劃、基層推廣、俱樂部聯賽、教練證書課程、普及訓練計劃等。

## 賽事管理
旗下的主要比賽包括香港網球公開賽，香港網球聯賽，香港網球錦標賽及全港分區網球巡迴賽。

## 場地營運
2007年，投得位原康樂文化事務署管理、位於九龍仔公園的網球場管理權，場地定名為「中國香港網總網球中心」。

## 匹克球發展
中國香港網球總會於在中國香港發展和推廣匹克球運動，為全球匹克球聯合會（GPF）的和全權附屬會員，被認可為香港匹克球運動的管理機構，負責制定、發展、規範運動的規則和最佳實踐；同時為亞洲匹克球總會（APA）的認可成員，在亞洲匹克球界作為合法監管機構的地位。
於2023年，中國香港網球總會組織本地匹克球錦標賽、本地俱樂部間聯賽和國際錦標賽。
「香港匹克球公開錦標賽2024 Hong Kong Open Pickleball Championships 2024」由中國香港網球總會主辦，於2024年9月在清水灣高爾夫球會室內場舉行。
「PPA 亞洲職業匹克球巡迴賽香港公開賽2025」由中國香港網球總會支持，於2025年8月21日至24日在啟德體育園體藝館舉行
。

## 資料來源
1. ↑  .   [2023-10-19]. （原始内容存档于2023-03-23）.
2. ↑  香港網球發展史，香港網球總會官網（页面存档备份，存于）
3. ↑  周小龍致力推動香港網球運動精英和職業化結合，文匯報，2013-12-15（页面存档备份，存于）
4. ↑  .   [2022-01-16]. （原始内容存档于2022-11-04）.
5. ↑   (PDF).   [2024-10-18]. （原始内容存档 (PDF)于2024-08-06）.

## 外部連結
- 官方网站 （页面存档备份，存于）